# Nuova grammatica finlandese
Nuova grammatica finlandese è un romanzo di Diego Marani del 2000. Il romanzo ha vinto il Premio Grinzane Cavour nel 2001.

## Trama
Nella Trieste del 1943, un dottore tedesco di origine finlandese soccorre un soldato gravemente ferito. Il soldato ha perso completamente la memoria e l'uso della parola. Le uniche informazioni sull'identità del soldato sono il nome sulla sua casacca da marinaio, Sampo Karjalainen, e un fazzoletto con le iniziali "S.K.".
Il dottore prende a cuore il caso del soldato, e comincia a insegnargli il finlandese. Appena ne ha la possibilità, permette al soldato di tornare in Finlandia, dove continua la sua convalescenza in un'infermeria militare. Qui, il presunto Sampo, continua l'apprendimento della lingua, grazie all'amicizia con il cappellano militare Koskela, il quale lo istruisce con le sue discussioni basate spesso sul Kalevala.
Il soldato tiene un diario in cui registra la sua vita a Helsinki e i suoi progressi nello studio della grammatica finlandese. È anche alla ricerca della propria identità, che spera di recuperare acquisendo padronanza del linguaggio. In realtà il suo tentativo di riscoprire il suo passato in Finlandia è destinato a fallire, essendo lui in realtà un soldato italiano che a Trieste era stato assalito da una spia tedesca di nome Stefan Klein che viaggiava a bordo della nave "Sampo Karjalainen", il quale, per potersi infiltrare meglio, gli aveva rubato gli abiti scambiandoli con i suoi.

## Edizioni
- Diego Marani, Nuova grammatica finlandese, Bompiani, 2000, ISBN 88-452-4439-3.